# Basketball-Europameisterschaft 2005/Division A
Im Rahmen der Qualifikation zur Basketball-Europameisterschaft 2005 wurde ein neues Qualifikationssystem eingeführt. Die Teams wurden dafür in eine Division A und eine Division B eingeteilt. In die Division A wurden die stärkeren Teams eingeteilt, die um die Qualifikation zur EM spielten. Die schwächeren Teams in der Division B spielten zwei Teams aus, die in die Division A aufstiegen und damit in der Division A um Plätze bei Basketball-Europameisterschaft 2007 spielen konnten.
In diesem Jahr wurden in der Division A elf Plätze bei der EM-Endrunde ausgespielt.

## Qualifikationsrunde (Qualifying Round)
In der Qualifikationsrunde wurden 19 Teams in vier Gruppen zu vier Teams und einer Gruppe zu drei Teams ausgelost. Jeweils die beiden Ersten der fünf Gruppen qualifiziert sich für die EM-Endrunde.

### Gruppe A
| Platz | Team     | Spiele | Siege | Niederl. | Punkte  | Körbe | Diff |
| ----- | -------- | ------ | ----- | -------- | ------- | ----- | ---- |
| 1     | Kroatien | 4      | 3     | 1        | 312:268 | +44   | 7    |
| 2     | Russland | 4      | 3     | 1        | 327:296 | +31   | 7    |
| 3     | Schweden | 4      | 0     | 4        | 275:350 | −75   | 4    |

### Gruppe B
| Platz | Team      | Spiele | Siege | Niederl. | Punkte  | Körbe | Diff |
| ----- | --------- | ------ | ----- | -------- | ------- | ----- | ---- |
| 1     | Lettland  | 6      | 4     | 2        | 517:451 | +66   | 10   |
| 2     | Bulgarien | 6      | 4     | 2        | 487:495 | −08   | 10   |
| 3     | Israel    | 6      | 3     | 3        | 471:467 | +04   | 9    |
| 4     | Portugal  | 6      | 1     | 5        | 473:535 | −62   | 7    |

### Gruppe C
| Platz | Team        | Spiele | Siege | Niederl. | Punkte  | Körbe | Diff |
| ----- | ----------- | ------ | ----- | -------- | ------- | ----- | ---- |
| 1     | Deutschland | 6      | 6     | 0        | 501:405 | +96   | 12   |
| 2     | Ukraine     | 6      | 3     | 3        | 448:495 | −47   | 9    |
| 3     | Ungarn      | 6      | 2     | 4        | 495:475 | +20   | 8    |
| 4     | Belgien     | 6      | 1     | 5        | 463:532 | −69   | 7    |

### Gruppe D
| Platz | Team       | Spiele | Siege | Niederl. | Punkte  | Körbe | Diff |
| ----- | ---------- | ------ | ----- | -------- | ------- | ----- | ---- |
| 1     | Frankreich | 6      | 5     | 1        | 510:445 | +65   | 11   |
| 2     | Slowenien  | 6      | 5     | 1        | 474:415 | +59   | 11   |
| 3     | Tschechien | 6      | 1     | 5        | 447:502 | −55   | 7    |
| 4     | Polen      | 6      | 1     | 5        | 424:493 | −69   | 7    |

### Gruppe E
| Platz | Team                    | Spiele | Siege | Niederl. | Punkte   | Körbe | Diff |
| ----- | ----------------------- | ------ | ----- | -------- | -------- | ----- | ---- |
| 1     | Türkei                  | 6      | 6     | 0        | 4654:363 | +102  | 12   |
| 2     | Bosnien und Herzegowina | 6      | 4     | 2        | 454:420  | +034  | 10   |
| 3     | Niederlande             | 6      | 1     | 5        | 406:481  | −075  | 7    |
| 4     | Estland                 | 6      | 1     | 5        | 428:489  | −061  | 7    |

## Zusätzliche Qualifikationsrunde (Additional Qualifying Round Games)
In der zusätzlichen Qualifikationsrunde spielen die neun Teams, die sich bisher nicht qualifizieren konnten, in drei Gruppen zu drei Teams. Die Erstplatzierten der drei Gruppen qualifizieren sich für die Endrunde der zusätzlichen Qualifikationsrunde. Die drittplatzierten spielen die zwei Absteiger in die Division B aus.

### Gruppe A
| Platz | Team       | Spiele | Siege | Niederl. | Punkte  | Körbe | Diff |
| ----- | ---------- | ------ | ----- | -------- | ------- | ----- | ---- |
| 1     | Tschechien | 4      | 4     | 0        | 313:271 | +42   | 8    |
| 2     | Estland    | 4      | 1     | 3        | 293:298 | −05   | 5    |
| 3     | Polen      | 4      | 1     | 3        | 255:292 | −37   | 5    |

### Gruppe B
| Platz | Team        | Spiele | Siege | Niederl. | Punkte  | Körbe | Diff |
| ----- | ----------- | ------ | ----- | -------- | ------- | ----- | ---- |
| 1     | Israel      | 4      | 4     | 0        | 319:280 | +39   | 8    |
| 2     | Belgien     | 4      | 2     | 2        | 280:262 | +18   | 6    |
| 3     | Niederlande | 4      | 0     | 4        | 252:309 | −57   | 4    |

### Gruppe C
| Platz | Team     | Spiele | Siege | Niederl. | Punkte  | Körbe | Diff |
| ----- | -------- | ------ | ----- | -------- | ------- | ----- | ---- |
| 1     | Ungarn   | 4      | 3     | 1        | 306:293 | +13   | 7    |
| 2     | Portugal | 4      | 2     | 2        | 303:302 | +01   | 6    |
| 3     | Schweden | 4      | 1     | 3        | 279:293 | −14   | 5    |

## Endrunde der zusätzlichen Qualifikationsrunde (Additional Qualifying Tournament)
In der Endrunde der zusätzlichen Qualifikationsrunde spielen die drei Erstplatzierten der zusätzlichen Qualifikationsrunde um die Qualifikation zum EM-Endrunde. Nur der Sieger dieser Runde qualifizierte sich dafür als letztes Team.
| Platz | Team       | Spiele | Siege | Niederl. | Punkte  | Körbe | Diff |
| ----- | ---------- | ------ | ----- | -------- | ------- | ----- | ---- |
| 1     | Israel     | 2      | 2     | 0        | 166:147 | +19   | 4    |
| 2     | Ungarn     | 2      | 1     | 1        | 153:162 | −09   | 3    |
| 3     | Tschechien | 2      | 0     | 2        | 157:167 | −10   | 2    |

## Abstiegsrunde (Relegation Tournament)
In der Abstiegsrunde spielen die drei Drittplatzierten der zusätzlichen Qualifikationsrunde um den Verbleib in der Division A. Nur der Sieger dieser Runde spielt auch in der Qualifikation zur Basketball-EM 2007 in der obersten Division.
| Platz | Team        | Spiele | Siege | Niederl. | Punkte  | Körbe | Diff |
| ----- | ----------- | ------ | ----- | -------- | ------- | ----- | ---- |
| 1     | Schweden    | 2      | 2     | 0        | 145:120 | +25   | 4    |
| 2     | Niederlande | 2      | 1     | 1        | 161:154 | +07   | 3    |
| 3     | Polen       | 2      | 0     | 2        | 131:163 | −32   | 2    |